# Скопско (пиво)
Скопско је пиво које производи Пивара Скопље, а датира из 1924. године. Пиво има заступљеност од 64% на тржишту Северне Македоније. Његови рекламни слогани су „Скопско, наше најбоље” (мкд. Скопско, наше најдобро), као и „Скопско, и све је могуће“ (мкд. Скопско, и сѐ е можно).
Године 1998. скопску пивару су купиле Кока кола и Хајнекен.

## Производња и састојци
Пиво се добива мањим алкохолним врењем јечменог слада. Има екстракт од 11% (сува материја добијена из слада) и 4,9% алкохола. Пиво има златно-жуту боју и чврста белу пену. Карактеристичан горак укус долази од хмеља, који, поред воде, јечма и квасца представља четврти основни састојак пива. Скопско спада у групу средње газираних пива са природним угљен-диоксидом и не содржи конзервансе. За заштиту од кварења се користи јединствена пастеризација, која која представља најприроднији начин стерилизације.
Децембра 2014. године, „Пивара Скоље“ започела је производњу тамног пива марке „Скопско“.

## Галерија
- Скопско (смут) у пластичној амбалажи
- Скопско Радлер у лименкама
- Скопско нефилтрирано пиво
- Скопско Темно